# Maladie de Sly
La mucopolysaccharidose de type VII ou maladie de Sly (qui doit son nom au Dr William Sly, médecin et biochimiste américain qui l'a découverte en 1969) est une maladie génétique. Le gène déficient est situé sur le chromosome 7. Elle est transmise de façon autosomale récessive.
C'est une maladie héréditaire métabolique extrêmement rare caractérisée par une déficience en β-glucuronidase, une enzyme des lysosomes. La maladie de Sly appartient au groupe des mucopolysaccharidoses, qui sont des maladies du stockage des lysosomes. Dans la maladie de Sly, la déficience en β-glucuronidase entraîne l'accumulation de certains mucopolysaccharides dans divers tissus et organes du corps.

## Synonymes
La mucopolysaccharidose de type VII est également appelée :
- déficience en β-glucuronidase
- déficience en GUSB
- maladie VII de stockage des mucopolysaccharides
- MCA
- MR.

## Symptômes
Les symptômes de la maladie de Sly sont similaires à ceux du syndrome de Hurler (MPS I). Ces symptômes comprennent :
- tête et cou : cou court, faciès grossier(du type rencontré dans le syndrome de Hurler) et macrocéphalie, proéminence frontale, fermeture prématurée des sutures sagittales lambdoïdes, et sella turcica en forme de « J » ; narines antéversées, dépression du philtrum (fossette située au milieu de la lèvre supérieure) ;
- yeux : opacité de la cornée et colobome de l'iris ;
- bouche : anomalies dentaires, fente palatine, hypertrophie des amygdales et des végétations ;
- thorax : pectus carinatum ou exacavatum ; abdomen proéminent, hernies inguinales ou ombilicale ;
- membres : anomalies du bassin, nécrose aseptique des têtes fémorales, petitesse des os longs entraînant un nanisme
- colonne vertébrale : cyphose ou scoliose, déformations des vertèbres thoraciques et lombaires ;

Les anomalies osseuses sont réunies sous le terme de dysotosis multiplex, commune à la plupart des mucopolysaccharidoses
De plus, des infections pulmonaires récurrentes peuvent survenir ainsi qu'un syndrome d'apnées du sommeil. Une hépatomégalie et une splénomegalie sont habituelles. La croissance et les aptitudes motrices sont affectées, un retard mental est possible.

## Incidence et prévalence
La MPS type VII ne se rencontre que chez une personne sur 250 000.

## Associations de patients
- Maladie de Sly Association de patients Vaincre les Maladies Lysosomales
- Les maladies lysosomales Belgique ASBL